# Quartier-Morin
Quartier-Morin (creolă haitiană Katye Moren) este o comună din arondismentul Cap-Haïtien, departamentul Nord, Haiti, cu o suprafață de 60,36 km2 și o populație de 24.881 locuitori (2009).